# Llanddeiniolen
Llanddeiniolen est un village et une communauté du Gwynedd, au pays de Galles.

## Géographie
Llanddeiniolen est situé dans le nord du Gwynedd, à une dizaine de kilomètres au sud de la ville de Bangor.
La communauté de Llanddeiniolen comprend aussi les villages et hameaux de Bethel (en), Brynrefail (en), Clwt-y-bont (en), Deiniolen (en), Dinorwig (en) et Penisa'r Waun (en).
Le Llyn Padarn s'étend au sud de la communauté et la sépare de celle de Llanberis.

## Démographie
Au recensement de 2011, la communauté de Llanddeiniolen comptait 5 072 habitants.